# Tiferet
Tiferet (hebr. תיפארת, Piękno) – 6 sefira w kabalistycznym Drzewie Życia.

## Kabała
Tiferet znajduje się w samym centrum kabalistycznego Drzewa Życia. Jest połączona z wszystkimi sefirotami, z wyjątkiem Malchut. Należy ona do świata kreacji (Briah). Reprezentuje samoświadomość i równowagę między siłą (Gewura), a łaską (Chesed). Innymi określeniami tej sefiry jest Rachamin, czyli współczucie, oraz Szalom, tzn. pokój. Tiferet jest królestwem aniołów Szinanim, a jej strażnikiem jest Archanioł Rafał.

## Tarot
W Tarocie odpowiednikiem Tiferet są Rycerze i szóstki (Małe Arkana). Symbolami dróg łączących Tiferet z pozostazmi sefirotami są odpowiednio Wielkie Arkana: Kapłanka (Tiferet – Keter), Cesarz (Tiferet – Chochma), Eremita (Tiferet – Chesed), Śmierć (Tiferet – Necach), Umiarkowanie (Tiferet – Jesod), Diabeł (Tiferet – Hod), Moc (Tiferet – Gewura), Kochankowie (Tiferet – Bina).